# Vulcanodontidae
I vulcanodontidi (Vulcanodontidae) sono una famiglia di dinosauri sauropodi caratteristica dei primi tempi del Giurassico.

## Prosauropodi evoluti?
Questi animali dalle dimensioni medio-grandi sono considerati i primi rappresentanti dei sauropodi, i dinosauri saurischi con collo e coda lunghi. A causa della sua primitività, il primo esemplare scoperto, Vulcanodon del Giurassico inferiore dello Zimbabwe, era stato in un primo tempo classificato tra i prosauropodi. I vulcanodontidi, comunque, possedevano arti colonnari, una caratteristica tipica dei sauropodi.

## Confusione tassonomica
Quasi sicuramente, i vulcanodontidi non rappresentano un clade naturale, ma un gruppo artificiale creato per raggruppare alcune forme di sauropodi troppo primitivi per essere classificati in altre famiglie. Ad esempio Kotasaurus, dell'India, potrebbe rappresentare una forma ancor più primitiva degli altri vulcanodontidi. Secondo Upchurch (1998), però, questa famiglia è valida per descrivere la prima radiazione di sauropodi, datata forse al Triassico superiore. Negli ultimi anni, però, è in atto una riclassificazione dei prosauropodi e dei sauropodi basali, e quindi al momento è difficile stabilire quali animali appartengano a un determinato gruppo.